# Pagendingan
Pagendingan is een bestuurslaag in het regentschap Pamekasan van de provincie Oost-Java, Indonesië. Pagendingan telt 2826 inwoners (volkstelling 2010).